# Andrew Bynum
Andrew Lee Bynum (Plainsboro, New Jersey, 27. studenog 1987.) američki je profesionalni košarkaš. Igra na poziciji centra, a trenutačno je član NBA momčadi Los Angeles Lakersa. Izabran je u 1. krugu (10. ukupno) NBA drafta 2005. od strane istoimene momčadi. Usred sezone 2007./08. pretrpio je ozljedu lijevog koljena i propustio cijelu regularnu sezonu uključujući i doigravanje. Uspješno se vratio na parket u sezoni 2008./2009. da bi u siječnju 2009. pretrpio još jednu ozljedu, ovaj put desnog koljena, ovaj put se uspio vratiti do doigravanja i pomogao momčadi da pobjedi u velikom finalu Orlando Magic. Iduće sezonu je pomogao klubu unatoč ozljedi meniskusa i ozljede Ahilove tetive da u velikom finalu dobiju vječne rivale Boston Celticse

## NBA statistika

### Regularni dio
| Godina    | Klub        | Odig. uta. | Uta. poč. | Min. | 2P%  | 3P%  | Sl. bac.% | Skok. | Asist. | Ukr. lop. | Blok. | Poena |
| --------- | ----------- | ---------- | --------- | ---- | ---- | ---- | --------- | ----- | ------ | --------- | ----- | ----- |
| 2005./06. | L.A. Lakers | 46         | 0         | 7.3  | .402 | .000 | .296      | 1.7   | .2     | .1        | .5    | 1.6   |
| 2006./07. | L.A. Lakers | 82         | 53        | 21.9 | .558 | .000 | .668      | 5.9   | 1.1    | .2        | 1.6   | 7.8   |
| 2007./08. | L.A. Lakers | 35         | 25        | 28.8 | .636 | .000 | .695      | 10.2  | 1.7    | .3        | 2.1   | 13.1  |
| 2008./09. | L.A. Lakers | 50         | 50        | 28.9 | .560 | .000 | .707      | 8.0   | 1.4    | .4        | 1.8   | 14.3  |
| 2009./10. | L.A. Lakers | 65         | 65        | 30.4 | .570 | .000 | .739      | 8.3   | 1.0    | .5        | 1.4   | 15.0  |
| Ukupno    |             | 278        | 193       | 23.6 | .568 | .000 | .692      | 6.7   | 1.1    | .3        | 1.5   | 10.3  |

### Doigravanje
| Godina    | Klub        | Odig. uta. | Uta. poč. | Min. | 2P%  | 3P%  | Sl. bac.% | Skok. | Asist. | Ukr. lop. | Blok. | Poena |
| --------- | ----------- | ---------- | --------- | ---- | ---- | ---- | --------- | ----- | ------ | --------- | ----- | ----- |
| 2005./06. | L.A. Lakers | 1          | 0         | 2.0  | .000 | .000 | .000      | .0    | .0     | .0        | .0    | .0    |
| 2006./07. | L.A. Lakers | 5          | 0         | 11.0 | .533 | .000 | .400      | 4.6   | .0     | .0        | .4    | 4.0   |
| 2008./09. | L.A. Lakers | 23         | 18        | 17.4 | .457 | .000 | .651      | 3.7   | .4     | .3        | .9    | 6.3   |
| 2009./10. | L.A. Lakers | 23         | 23        | 24.4 | .537 | .000 | .679      | 6.9   | .5     | .3        | 1.6   | 8.6   |
| Ukupno    |             | 52         | 41        | 19.6 | .500 | .000 | .642      | 5.2   | .4     | .3        | 1.1   | 7.0   |

## Vanjske poveznice
- Službena stranica
- Profil na Basketball-Reference.com